# Cornwall, Prince Edward Island
Cornwall är en ort i Kanada.   Den ligger i provinsen Prince Edward Island, i den östra delen av landet, 1 000 km öster om huvudstaden Ottawa. Cornwall ligger 15 meter över havet och antalet invånare är 2 272.
Terrängen runt Cornwall är platt. Havet är nära Cornwall åt sydost. Närmaste större samhälle är Charlottetown, 7,1 km öster om Cornwall. 
Omgivningarna runt Cornwall är en mosaik av jordbruksmark och naturlig växtlighet.